# Blang Reuling
Blang Reuling is een bestuurslaag in het regentschap Aceh Utara van de provincie Atjeh, Indonesië. Blang Reuling telt 1269 inwoners (volkstelling 2010).